# لوانا پاوان
لوانا پاوان (انگلیسی: Luana Pavan؛ زادهٔ ۳ مارس ۱۹۶۳) بازیکن فوتبال اهل ایتالیا است.
وی همچنین در تیم ملی فوتبال زنان ایتالیا بازی کرده‌است.